# Býčí skála (národní přírodní rezervace)
Národní přírodní rezervace Býčí skála je chráněné území v chráněné krajinné oblasti Moravský kras, rozkládající se mezi městem Adamovem a obcí Křtiny v okresech Blansko a Brno-venkov. Vznikla v roce 2003 sloučením původní národní přírodní památky Býčí skála (vyhlášena roku 1975) a národní přírodní rezervace Josefovské údolí (vyhlášena 1977). NPR se rozkládá na ploše 181,58 ha.

## Předmět ochrany
Hlavním předmětem ochrany jsou druhově bohatá přírodní společenstva dubového, bukovo-dubového, dubovo-bukového a bukového vegetačního stupně, vzniklá převážně působením přírodních sil v údolí Křtinského potoka ve střední části Moravského krasu, a taktéž krasové jevy a jeskyně. Území je zároveň součástí evropsky významné lokality soustavy Natura 2000 Moravský kras.